# Galerie Arte

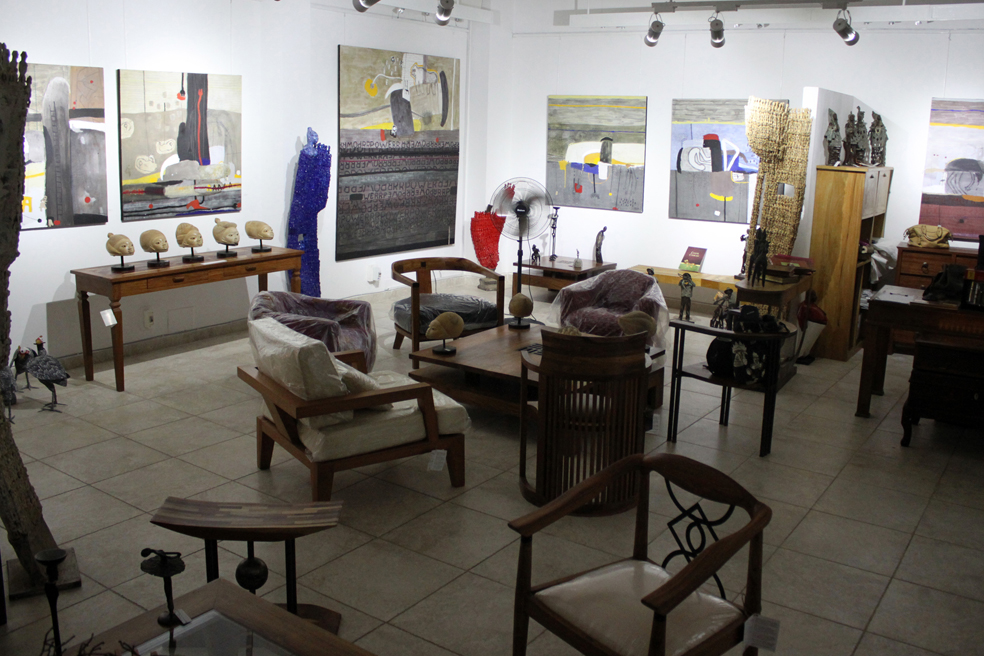
Dentro de la galería.

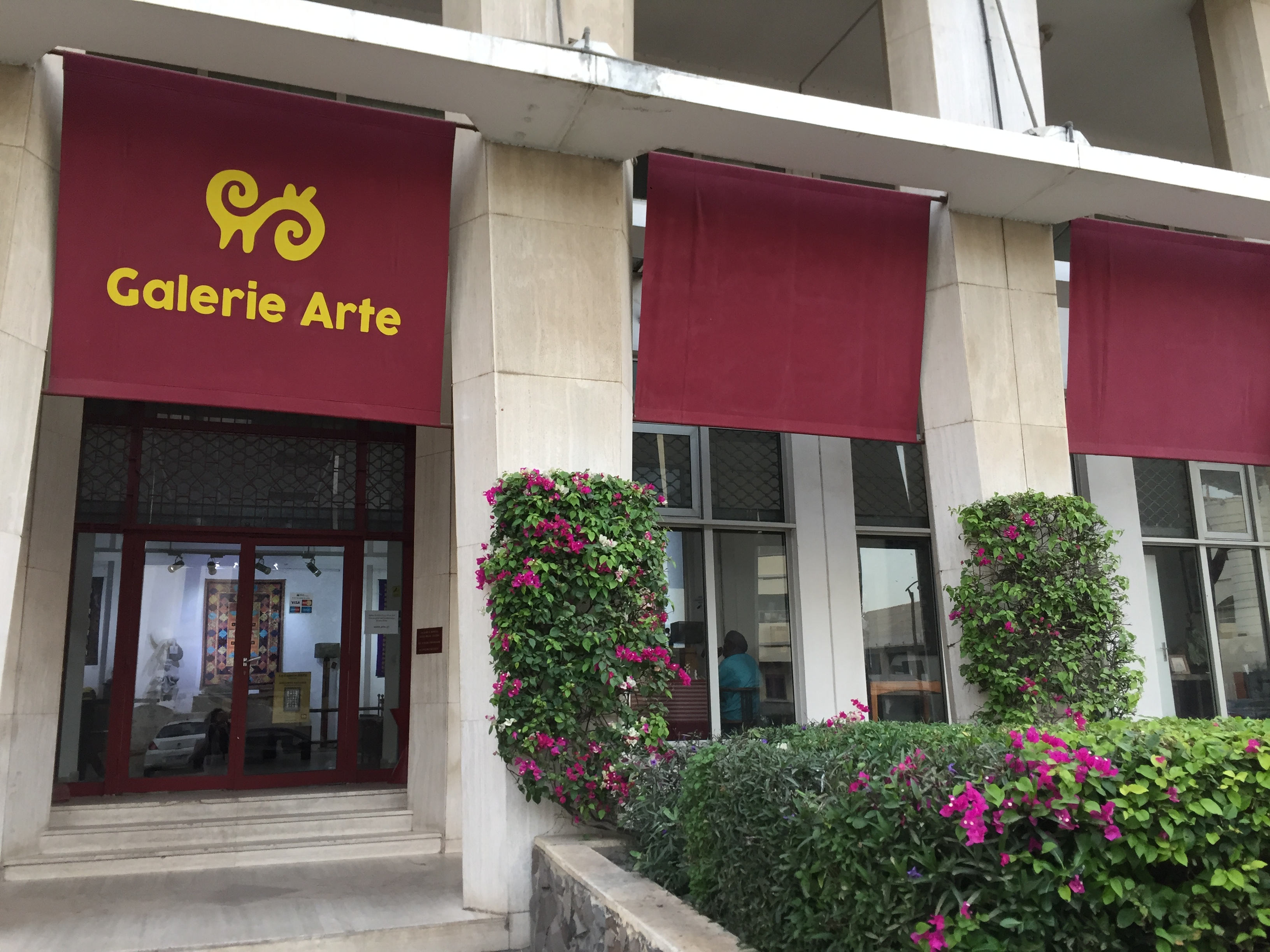
Galería exterior.

La galerie Arte es una galería de arte fundada en 1996 por Joëlle le Bussy, en el centro de Dakar, como espacio para propuestas de arte africano contemporáneo.

## Historia de la Galería
La Galería Arte fue fundada en 1996 por Joëlle le Bussy, Dakar, en el corazón de una ciudad innovadora. Desde 2009, la Galería tiene una sucursal en Saint-Louis, Senegal, ciudad patrimonio de la humanidad, en la que también acoge un festival de arte contemporáneo Le Fleuve en Couleurs.
La galería muestra los mejores artistas y presenta muebles y objetos de maderas preciosas de África, elaborado por Joëlle le Bussy y creado en su taller de Dakar por los carpinteros experimentados de Casamance. Arte Galería también selecciona los objetos artesanales más bellos y originales del África Occidental, joyas, telas, recogida durante largos viajes en la subregión.

## Artistas
- Soly Cissé, pintor/escultor - Senegal
- Moussa Ambiti, joyero - Níger
- Djibril Diene, cristal pintado - Senegal
- Alexis Ngom, cristal pintado - Senegal
- Piniang, pintor - Senegal
- Yves Gusella, pintor - Francia
- Cheikh Keita, pintor - Senegal
- Viyé Diba, pintor - Senegal
- Souleymane Keita, pintor - Senegal
- Chahab, pintor/escultor - Irán
- Dominique Zinkpé, pintor/escultor - Benín
- Kifouli Dossou, escultor - Benín
- Fally Sene Sow, pintor - Senegal
- Manel Ndoye, pintor - Senegal
- Christophe Sawadogo, pintor - Burkina Faso
- Mamady Seydi, escultor - Senegal
- Barkinado Bocoum, pintor - Senegal
- Félicité Codjo, pintor - Senegal
- Patrice Balma, bronce escultor - Burkina Faso
- Ibrahima Guiré, bronce escultor - Burkina Faso
- Hamidou Ouedraogo, bronce escultor - Burkina Faso
- Hyppolite Congo, bronce escultor - Burkina Faso
- Malobé Diop, bronce escultor - Senegal
- Jacquie, joyero - Togo
- Patricia Septier, vajilla - Francia

## Logo

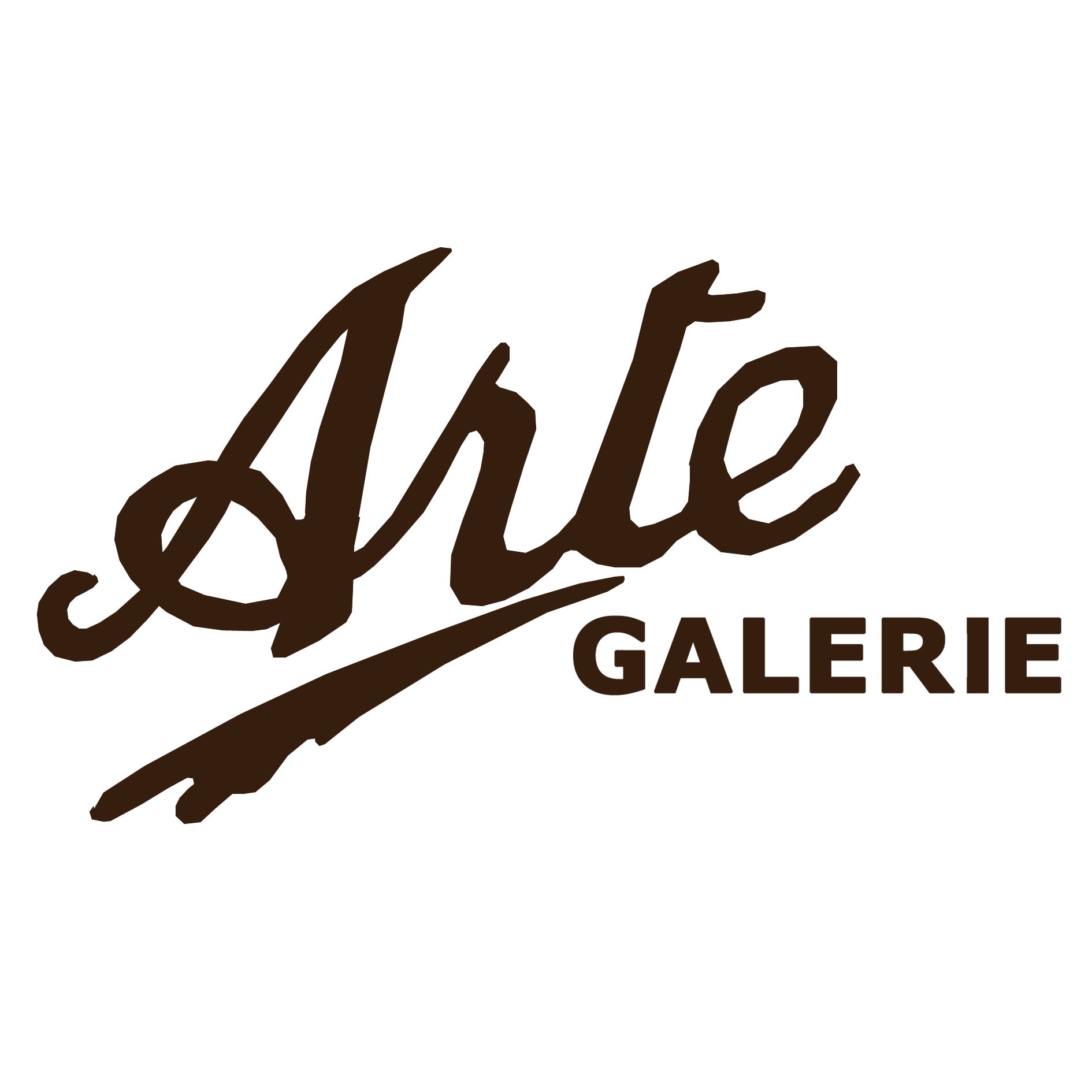
1996-2004
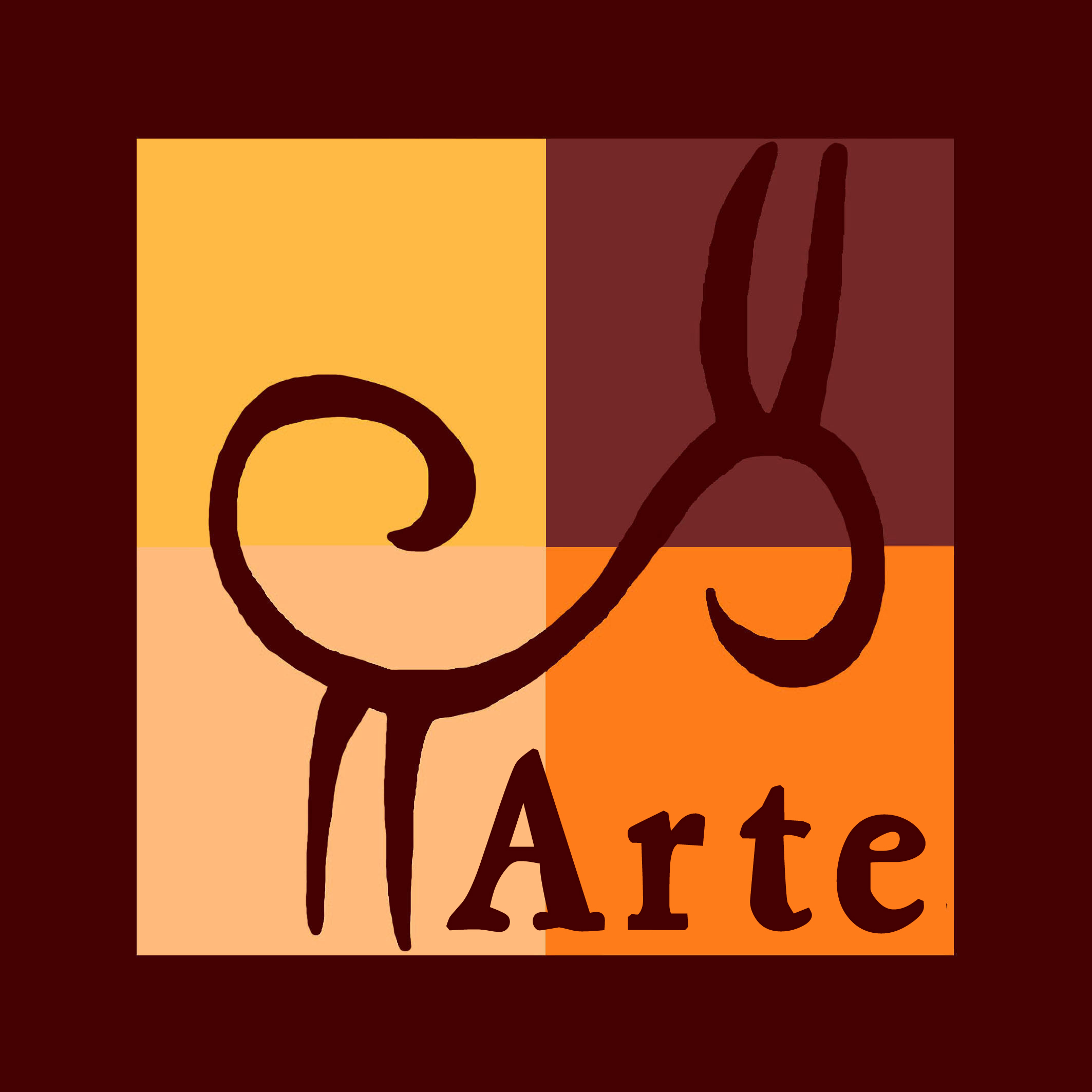
2004-2015
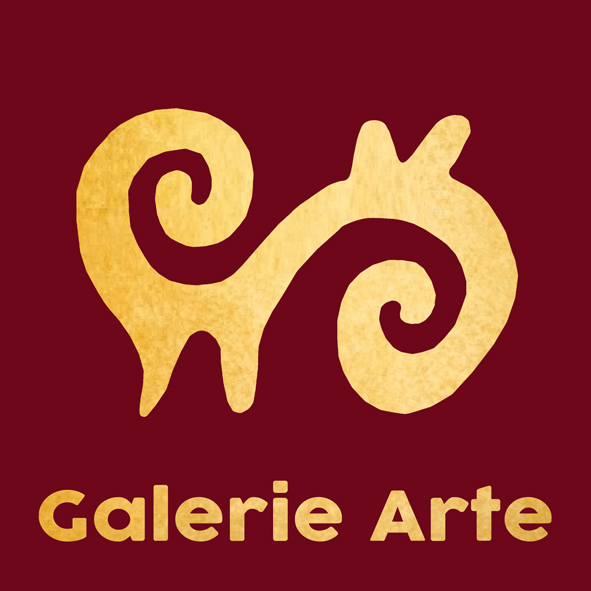
2015-